# Megachile captionis
Megachile captionis är en biart som beskrevs av Cockerell 1914. Megachile captionis ingår i släktet tapetserarbin, och familjen buksamlarbin. Inga underarter finns listade i Catalogue of Life.